# شاتيون-سير-شالارون
شاتيون-سير-شالارون (بالفرنسية: Châtillon-sur-Chalaronne)‏ هي بلدية فرنسية تقع في إقليم الآن في فرنسا. رمز إنسي لها هو:1093. أما الرمز البريدي لها فهو: 1400.

## توأمة
لشاتيون-سير-شالارون (آن) اتفاقيات توأمة مع:
- فيشترزباخ

## معرض صور

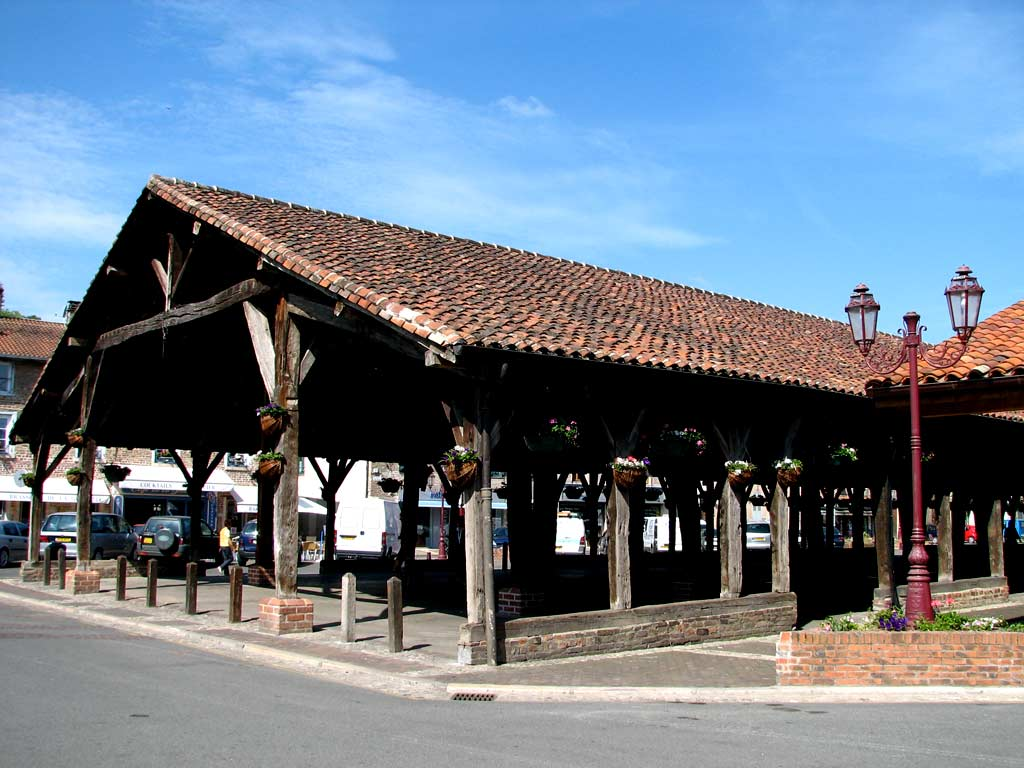
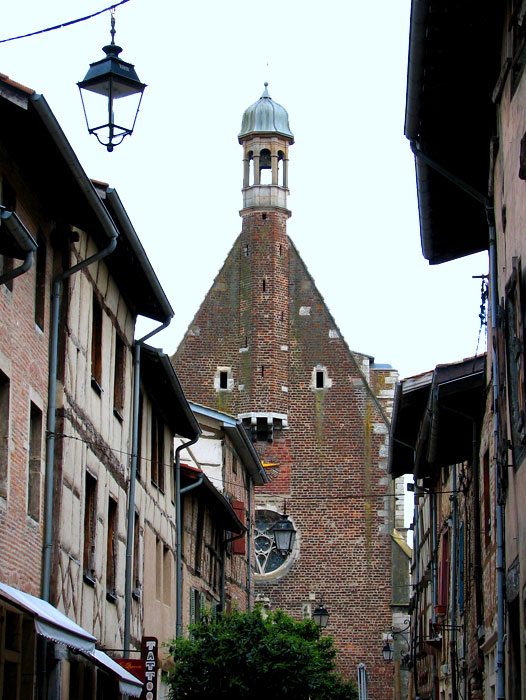
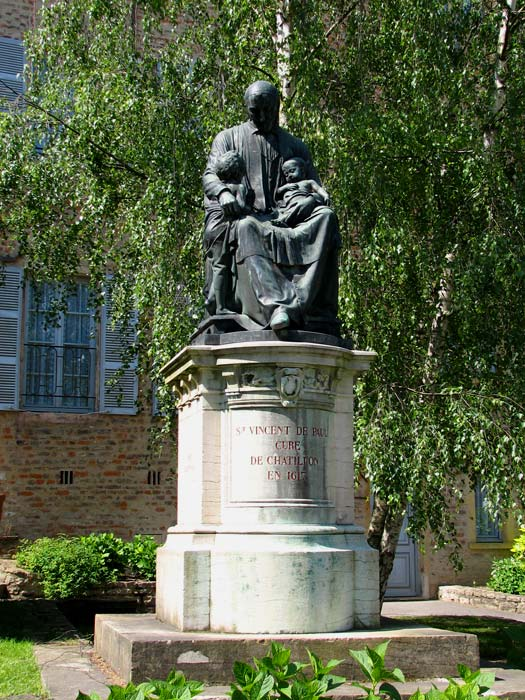

## أعلام
- فيليبرت كومرسان